# Matryoshka
matryoshka（マトリョーシカ）は日本のエレクトロニカ・ポストロック・ユニット。2006年、トラックメイカーのSen（セン）とボーカルのCalu（カル）によって結成された。

## 来歴
- 2006年、結成。
- 2007年、1stアルバム『zatracenie』でデビューした。
- 2009年、『zatracenie』のリミックスアルバム『coctura』をリリース。
- 2010年、7inchアナログ『Monotonous Purgatory』をリリース。
- 2012年、2ndアルバム『Laideronnette』をリリース[1]。ヒット作「Sacred Play Secret Place」が収録されている。
- 2016年、フリーダウンロード・リミックスアルバム『Eight Scenery Of The Burning Piano』をリリース[2]。本作品のリミックスアーティストは全て一般公募で選ばれた。また、最優秀賞に選ばれたCandlegravityのリミックス作は後に発売された『pseudepigrapha』に収録された。
- 2016年、10周年記念作品として『Laideronnette』のリミックスアルバム『pseudepigrapha』をリリース。
- 2023年にHIPHOPグループの舐達麻が、同じくHIPHOPグループのBAD HOPに向けたDis曲「FEEL OR BEEF BADPOP IS DEAD」で「sacred play secret place」が楽曲のサンプリングとして使われ、話題になった[3]
- 2024年、LPレコード『Laideronnette』をリリース。
- 2025年、デジタルシングル『Effulgence』をリリース。

## 楽曲提供
- 2011年、映画『哲学への権利―国際哲学コレージュの軌跡』の挿入楽曲を提供。書籍「哲学への権利」（著：西山雄二）付録DVDとして収録。
- 2014年、『シャリーのアトリエ 〜黄昏の海の錬金術士〜』（PlayStation 3、コーエーテクモゲームス）の挿入楽曲を提供。
- 2015年、映画『SLUM-POLIS』の挿入楽曲を提供。
- 2016年、TV-CM　VIERAジャパンプレミアム、ビューティフルジャパン、綾瀬はるか meets、CMシリーズ（パナソニック）のBGM楽曲を提供。
- 2024年、短編映画『Ding Dong Ditch』の挿入楽曲を提供。
- 2025年、短編映画『BARA』の挿入楽曲を提供。

## 参加作品
- 2007年、『Novel Sounds 5th Anniversary compilation』（リリース元：ノベルサウンズ）
- 2010年、「Songs of Twilight」（リリース元：インパートメント）
- 2010年、「夜空に煌く星のように」（リリース元：Neo-Future）
- 2011年、 ニーア ゲシュタルト/レプリカント・トリビュートアルバム『NieR Tribute Album -echo-』（リリース元：ソニー・ミュージックマーケティング）
- 2012年、「Play for Japan 2012 vol.5」（リリース元：OTOTOY）
- 2013年、 ポーティスヘッド・トリビュートアルバム『Helping Hand -Tribute To Portishead-』（リリース元：kilk records）
- 2014年、『シャリーのアトリエ 〜黄昏の海の錬金術士〜ボーカルアルバム』（リリース元：ガスト）
- 2014年、『シャリーのアトリエ 〜黄昏の海の錬金術士〜オリジナルサウンドトラック』DISC1 DISC3（リリース元：ガスト）
- 2015年、『ONE MINUTE OLDER -Virgin Babylon Records 5th Anniversary-』（リリース元：Virgin Babylon Records）
- 2017年、「LAST WALTZ REMIX」world's end girlfriend（リリース元：Virgin Babylon Records）
- 2020年、「Effulgence -光の軌跡- 」パナソニック、「ビューティフルジャパン」